# Santa Lucia di Mercurio
Santa Lucia di Mercurio (in francese Santa-Lucia-di-Mercurio, in corso Santa Lucia di Mercuriu) è un comune francese di 94 abitanti situato nel dipartimento dell'Alta Corsica nella regione della Corsica.

## Società

### Evoluzione demografica
Abitanti censiti